# Eiphosoma nigrolineatum
Eiphosoma nigrolineatum là một loài tò vò trong họ Ichneumonidae.